# قائمة سلاطين الدولة العثمانية
سلاطين الدولة العُثمانيَّة هُم مجموعةُ من السلاطين التُرك المُسلمين السُنَّة من آل عُثمان حكموا إمبراطوريَّة مُترامية الأطراف امتدَّت أراضيها على ثلاث قارَّات، وقد جمعوا بين الخِلافة الإسلاميَّة والسلطنة بدايةً من عام 1517م، ودام مُلكُهم من عام 1299م إلى عام 1922م. امتدَّت دولتهم عندما بلغت أوج عظمتها وقوَّتها من المجر شمالًا إلى الحبشة جنوبًا (ما يُعرف بالصومال حاليًّا)، ومن المغرب الأوسط (الجزائر حاليًّا) غربًا إلى أذربيجان شرقًا (بعض أنحاء مُحافظة أذربيجان الشرقيَّة في إيران حاليًّا).
كانت شؤون الدولة تُدار في البداية من مدينة بورصة (بروسة) بالأناضول، وفي عام 1366م نُقل مركز العاصمة منها إلى أدرنة في الروملّي ثُمَّ إلى القسطنطينيَّة (إسطنبول حاليًّا) عام 1453م، وذلك بعد أن تمكّن السُلطان مُحمَّد الثاني من فتحها وإسقاط إمبراطوريَّة الروم.
إنَّ دراسة السنوات الأولى من عُمر الدولة العُثمانيَّة والرجوع إلى أصلها الأوَّل هو من الأمور الجدليَّة التي يخوض فيها الباحثون والمؤرخون، وذلك بسبب اختلاط الأحداث الواقعيَّة بالأساطير والروايات المنقولة عبر الأجيال؛ لكن عمومًا، يتَّفق أغلب الباحثين أنَّ الدولة العُثمانيَّة ظهرت ككيان سياسي فعليّ قُرابة عام 1299م، وأنَّها كانت في بداية عهدها إمارة تابعة للسلطنة السلجوقيَّة الروميَّة ثُمَّ استقلَّت عنها بعد انهيار تلك الأخيرة وتفتتها، وأنَّ أوَّل زُعمائها كان عُثمان بن أرطغرل من قبيلة قايي التُركيَّة الغُزيَّة. وبهذا فهو يُعتبر مؤسس هذه السُلالة الملكيَّة، وهي تُنسب إليه.
دامت سُلالة عُثمان ستَّة قرونٍ ميلاديَّة وكسور، وبلغ عدد سلاطينها 36 سُلطانًا. زالت الدولة العُثمانيَّة ككيانٍ سياسي وإمبراطوريَّة عالميَّة بعد أن انهزمت في الحرب العالميَّة الأولى إلى جانب حُلفائها من دول المحور. وبعد هزيمتها قُسِّمت أراضيها بين دول الحُلفاء المُنتصرة، وقد أدّى ذلك، إلى جانب حرب الاستقلال التُركيَّة، إلى ولادة الجمهوريَّة التُركيَّة ودول الشرق الأوسط المُعاصرة.

## نظام الدولة

الرَّاية السُلطانيَّة العُثمانيَّة.

كان نظامُ الحُكم في الدولة العُثمانيَّة نظامًا ملكيًّا مُطلقًا خلال القسم الأعظم من عهدها، وتحوَّل ليُصبح ملكيًّا دستوريًّا في السنوات الأخيرة من عُمر الدولة. كان السُلطان يقبع على قمَّة الهرم العُثماني ويجمع بين يديه عدَّة سُلطات: سياسيَّة، وعسكريَّة، وقضائيَّة، واجتماعيَّة، ودينيَّة، وكان يُلقّبُ بكثيرٍ من الألقاب التشريفيَّة.[أ] ووِفقًا للمُعتقد الإسلامي فإنَّ السُلطان بوصفه خليفة المُسلمين كان مسؤولًا أمام الله عن أعماله وصيانته للمُجتمع الإسلامي والنظر في شؤون المُسلمين والسهر عليها والحرص على تطبيق الشريعة الإسلاميَّة. وكان الواجب الشرعي يُحتّم على شيخ الإسلام، وهو صاحب أعلى منصب ديني في الدولة وكبير عُلمائها، أن يُفتي بخلع السُلطان إن تهاون في واجبه الشرعي وترتب على ذلك الإضرار بمصالح الناس ووقوع المفاسد، على أنَّ ذلك لم يُطبَّق على شكلٍ مثاليّ. كانت مُعظم الألقاب التشريفيَّة الدينيَّة التي يحملها السُلطان ألقابًا عربيَّة وفارسيَّة اقتبسها التُرك من الفُرس عندما جاوروهم في إيران، ومن العرب في العراق والشام ومصر، ومن تلك الألقاب: خليفةُ المُسلمين، أو الخليفة الأعظم، والخليفة على الأرض (بالفارسيَّة: خلیفه روی زمین)، وظل الله على الأرض أو على الأرضين في بعض الأحيان (والمقصود بالأرضين أوروبا وآسيا). وكانت القوانين لا تمر ولا توضع موضع التنفيذ إلَّا بعد أن ينظر فيها السُلطان ويأمر بجعلها سارية المفعول، وكان الأمر السُلطاني يُعرف باسم «الفرمان». كما كان السُلطان هو القائد الأعلى للجيش، وحاكم الدولة الأوحد، وجميع الحُكَّام ما دونه، يُسألون عن أعمالهم أمامه. أوَّل من اشتهر من أجداد العُثمانيين كان أرطغرل بن سُليمان، عامل سلاجقة الروم على إحدى إمارات الثغور الصغيرة المُطلَّة على بحر مرمرة، وقد تولّى إدارة شؤون هذه الإمارة بحزم ودراية من عام 1230م حتّى وفاته عام 1281م. خَلَف أرطغرل في قيادة الإمارة ابنه البكر عُثمان، وقد حاز ألقاب تشريفيَّة عديدة من السُلطان السلجوقي بسبب خدماته العديدة التي قدَّمها للسلطنة، وبعد أن قاتل الروم ردحًا طويلًا من الزمن وضمَّ الكثير مما بقي من مُمتلكاتهم في آسيا الصُغرى إلى حظيرة الدولة الإسلاميَّة، ولمَّا انهارت سلطنة سلاجقة الروم سارع عُثمان إلى إعلان استقلاله عنها، فعُرف مُنذ عام 1299م حتّى وفاته سنة 1324م «بسُلطان آل عُثمان»، أو «پاديشاه آل عُثمان».

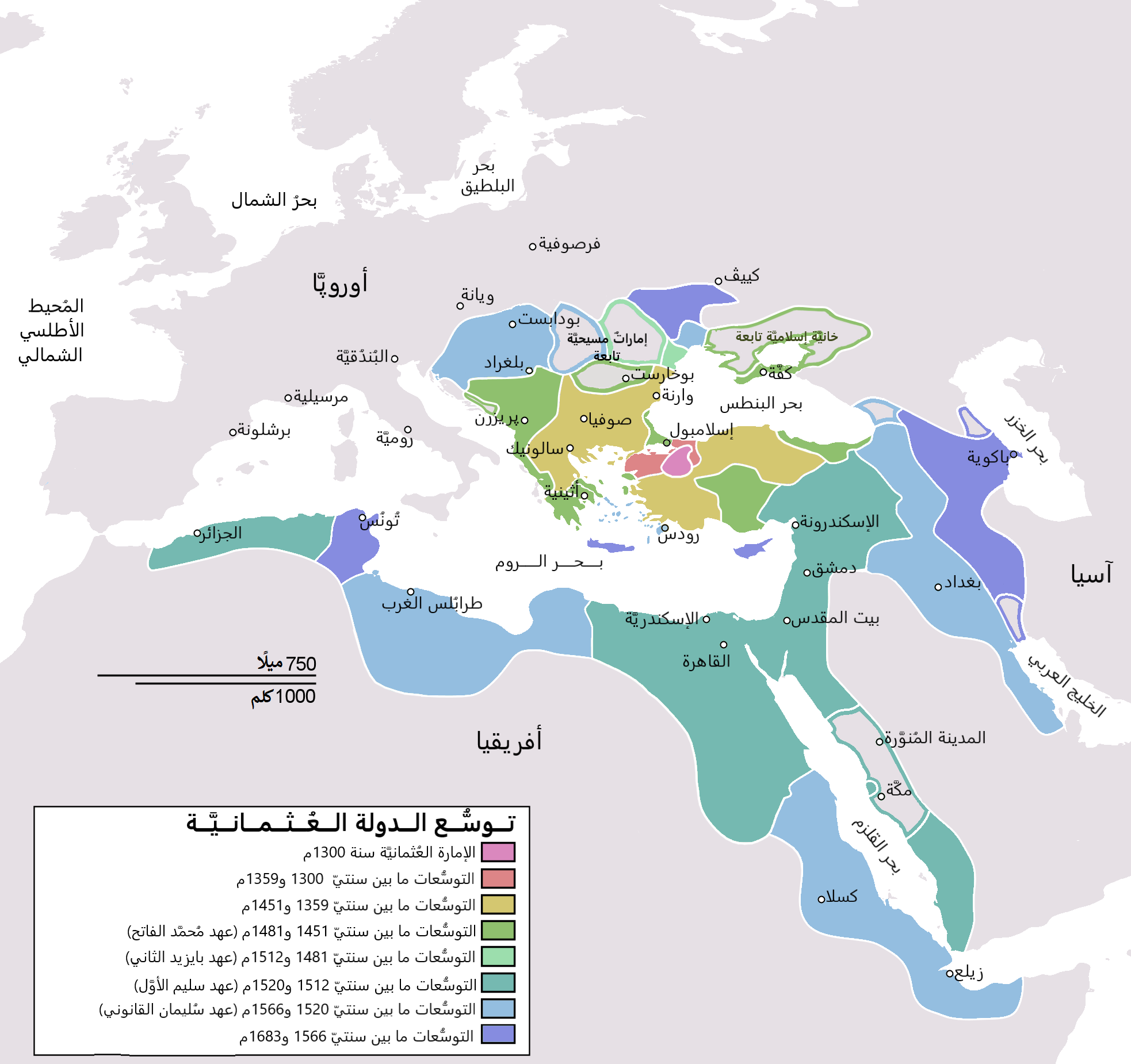
الدولة العُثمانيَّة في أقصى حدودها سنة 1683م

بعد فتح القسطنطينيَّة سنة 1453م، اعتبر السلاطين أنفسهم الورثة الشرعيين للإمبراطوريَّة البيزنطيَّة، وإلى حدٍ أبعد، الإمبراطوريَّة الرومانيَّة الأصل، فاتخذوا لقب «قيصر الروم» لأنفسهم منذ ذلك الحين. وبعد فتح مصر سنة 1517م، تنازل الخليفة العبَّاسي المُقيم بالقاهرة عن الخِلافة للسُلطان سليم الأوَّل، فتحوَّل السلاطين من حينها من مُجرَّد حُكَّام محليين إلى حُكَّام عالميين.[ب] كان تتويج السلاطين يتم باحتفالٍ في مسجد أبو أيّوب الأنصاري بالعاصمة، حيثُ يتقلَّدون سيف عُثمان الأوَّل ويُقسمون اليمين على السهر على تطبيق الشريعة الإسلاميَّة، وكان ذلك أقرب ما يكون إلى احتفالات التقليد الأوروبيَّة. فإن قُلِّد السُلطان وكان ذو أولاد ضمن حق ولده البكر في العرش من بعده، وإلَّا أخيه أو أقرب أقاربه الأكبر سنًّا.
رُغم أنَّ سُلطة السلاطين كانت تبدو ثيوقراطيَّة ومُطلقة من حيثُ النظريَّة والمبدأ، غير أنَّها كانت مُقيَّدة في واقع الأمر. فالقرارات السياسيَّة البارزة والمُهمَّة كان لا بُدَّ من استشارة كبار أفراد الأُسرة الحاكمة قبل اتخاذها، بالإضافة لمُمثلي الهيئات البيروقراطيَّة والعسكريَّة، والزُعماء الروحيّون. بدايةً من القرن السابع عشر، دخلت الدولة العُثمانيَّة في مرحلةٍ طويلةٍ من الركود، وخلالها تولّى عدد من السلاطين الضعاف غير القادرين على الإلمام بشؤون البلاد والعِباد، وانتهى حال الكثير منهم مقتولًا أو مخلوعًا عبر انقلاباتٍ قادتها فرق الإنكشاريَّة العسكريَّة. وخلال هذه الفترة أيضًا ازداد تحكّم نساء الحريم ببعض الجوانب السياسيَّة، علمًا بأنَّه خلال العهود السابقة كان لنساء القصر، وبالأخص والدات السلاطين، دورًا بارزًا في إدارة دفَّة المُستجدَّات السياسيَّة وراء الكواليس، فحكمن السلطنة لفترةٍ من الزمن عُرفت باسم عهد «سلطنة الحريم».
يُمكنُ الاستدلال على ضعف وقوَّة السلاطين ومدى قدرتهم على الإمساك بزمام الأمور عبر فترة حُكمهم التي أمضوها في السُلطة، فالسُلطان سُليمان القانوني الذي بلغت الدولة في عهده أعلى درجات الكمال وأصبحت قوَّة سياسيَّة عالميَّة ضروريَّة لحفظ التوازن بين الأمم خلال القرن السادس عشر، حكم مُدَّة 46 سنة، وهي أطول فترة حكم في التاريخ العُثماني. أمَّا السُلطان مُراد الخامس الذي تولّى العرش أواخر القرن التاسع عشر في أحلك لحظات الدولة، لم يدم حكمه أكثر من 93 يومًا، ثُمَّ خُلع لإصابته بالجنون. تحوَّلت السلطنة من نظام الملكيَّة المُطلقة إلى الملكيَّة الدستوريَّة خِلال عهد خليفة مُراد الخامس، وهو عبد الحميد الثاني، الذي كان آخر سُلطانٍ مُطلق في الدولة، وأوَّلُ سُلطانٍ دستوريّ في الوقت ذاته. بدايةً من عام 2021، أصبح رأس سُلالة آل عُثمان وصاحب الأحقيَّة في العرش العُثماني هو هارون عثمان أوغلي، من أحفاد السُلطان عبد الحميد الثاني.

## قائمة السلاطين

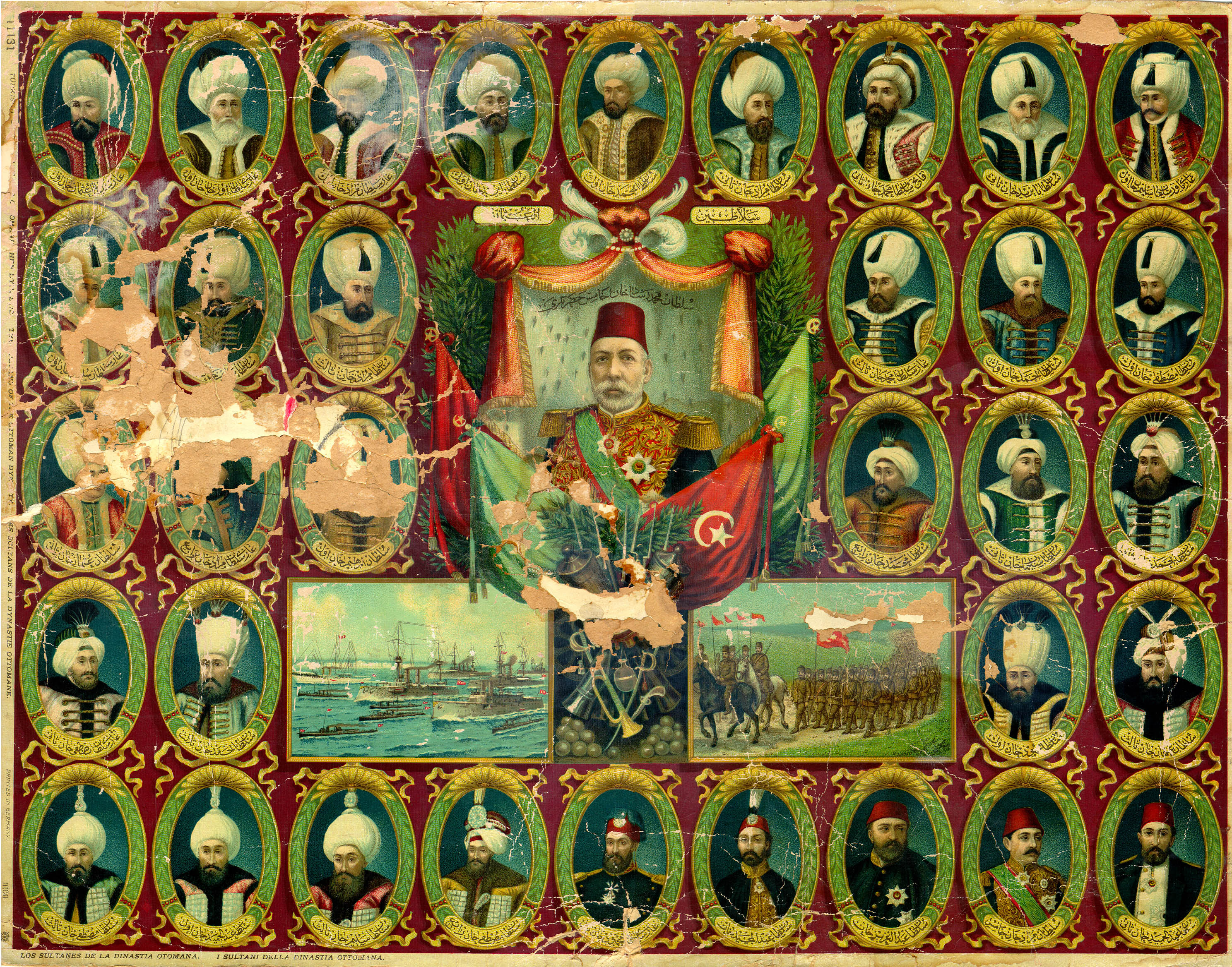
رسمٌ جامع لسلاطين الدولة العُثمانيَّة حتى مُحمَّد الخامس.

يُظهرُ الجدول في الأسفل قائمة السلاطين العُثمانيين كاملةً، بالإضافة إلى عبد المجيد الثاني، آخر خُلفاء المُسلمين، وذلك حسب الترتيب الزمني. الطغراء هي تخطيطٌ لاسم السُلطان باستخدام الحروف المُتشابكة، وكان لكُلِّ سُلطانٍ طغراء مُختلفة عن طغراء من سبقه من السلاطين، يستخدمها لختم الرسائل والفرمانات، وجميع الأوراق الرسميَّة، كما كانت تظهر على العملات المعدنيَّة، وهي ما يستند إليه المؤرخون والباحثون بالدرجة الأولى للتعرّف على السُلطان. يضم عمود «المُلاحظات» بضع معلوماتٍ عن والديّ السُلطان ومصيره الأخير، وبحال لم ينقضِ عهد سُلطانٍ ما بوفاةٍ طبيعيَّة، يُشارُ إلى ذلك بخطٍّ عريض. يُلاحظُ عند بعض السلاطين الأوائل وجود فجوة زمنيَّة بين بداية عهدهم وعهد من سبقهم، وذلك مرَّده أنَّ سلاطين تلك الحقبة كانوا يتَّبعون سياسة «البقاء للأصلح» حسب تعبير بعض المؤرخين، ففي بعض الأحيان كان إغراء السُلطة والمُلك يدبُّ في نفوس الإخوة الأمراء أجمعين فيتقاتلون وينجذب إلى كُلِّ فريقٍ أنصاره، ويستمر القتال حتى انتصار أحدهم وإطاحته بإخوته، لذلك لم يكن الابن البكر هو السُلطان دائمًا بعد وفاة أبيه. وقد أدّى خوف بعض السلاطين من الانقلابات والتحرُّشات الأجنبيَّة إلى ارتكابهم أفعالًا مذمومة تتمثل في قتل إخوتهم أو سجنهم.
عام 1617م صدر قانون الخِلافة الذي نصَّ على أنَّ من يتولَّى العرش بعد السلطان يكون أكبر أفراد آل عُثمان سنًّا، ومنذ هذا الزمن يُلاحظ كيف أنَّ بعض السلاطين خلفهم أشقائهم أو أعمامهم عوض أبنائهم البكريين. استمرَّ نظام الخِلافة هذا قائمًا حتى نهاية السلطنة، رُغم أنَّ بعض المُحاولات جرت خلال القرن التاسع عشر لاستبداله بنظام البكورة.

### اللقب التشريفي الكامل

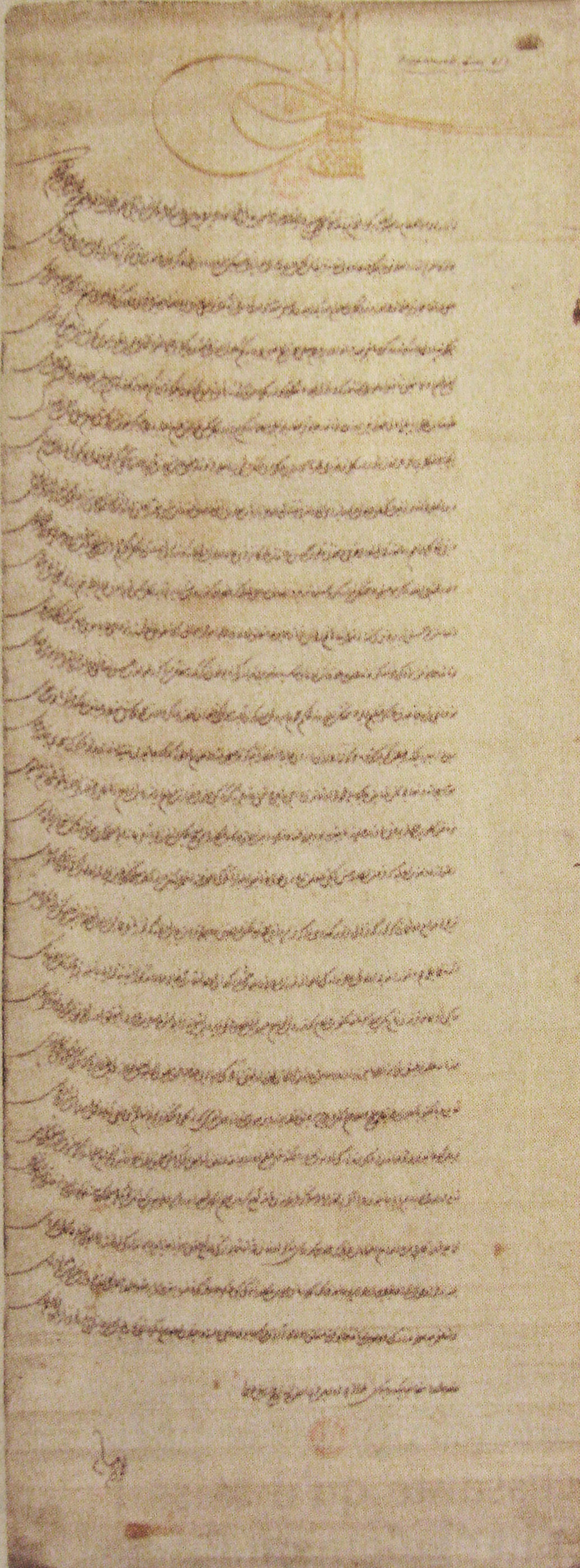
رسالة من السُلطان سُليمان القانوني إلى فرانسوا الأوَّل ملك فرنسا، ورد في ديباجتها لقبه التشريفي.

كان اللقب التشريفي الكامل للسلاطين العُثمانيين خلال ذروة قوَّة ومجد الدولة أحد أطول الألقاب التشريفيَّة لأي سُلالةٍ حاكمة، وهو:
أعلى حضرة أقدس همايون السُلطان خان المُعظَّم،
پاديشاه،
عاهل آل عُثمان،
سُلطان السلاطين،
بُرهان الخواقين،
أميرُ المُؤمنين وخليفة رسول ربِّ العالمين،
مُتوِّجُ المُلوك
ظِلُّ الله في الأرضين وسُلطانُ البحرين وخادمُ الحرمين الشريفين
قيصر الروم
أمينُ المدائن المُقدٍّسة الثلاث: مكَّة المُكرَّمة والمدينة المُنوَّرة والقُدس الشريف، وملك القصبات الثلاث: القسطنطينيَّة، وأدرنة، وبورصة، ومدائن دمشق الشريفة والقاهرة، وتمام أذربيجان، والمغرب، وبرقة، والقيروان، وحلب الشهباء، وعراق العرب والعجم، والبصرة، والأحساء، والرقَّة، والموصل، وديار بكر، وقيليقية، وولايات أرضروم، وسيواس، وأضنة، وقرمان الروم، ووان، والبلاد البربريَّة والحبشيَّة، وتونس، وطرابلس الغرب، والشام، وقبرص، ورودس، وكريت، وبلاد المورة، والبحرين الأبيض، والأسود وجميع سواحلهما، والأناضول، والروملّي، وبغداد، وكُردستان، واليونان، وتُركستان، والبلاد التتريَّة، والشركسيَّة، ومنطقتيّ قبرطة، والكرج، وسهوب القبچاق، وتمام مملكة التتر، وكيفة وتمام أطرافها، والبوسنة، ومدينة بلغراد الحصينة، وولاية الصرب، بِتمام قلاعها وبلادها، وتمام الأرناؤوط، وتمام الأفلاق والبُغدان، وتمام المُستملكات وحدودها، وممالك كثيرة أُخرى.

### جدول السلاطين
| # | السُلطان | رسم                                                                                         | بداية العهد                                                                                 | نهاية العهد                                                                                 | الطغراء                                                                                     | مُلاحظات |                                                                                             |
| --- | --- | ------------------------------------------------------------------------------------------- | ------------------------------------------------------------------------------------------- | ------------------------------------------------------------------------------------------- | ------------------------------------------------------------------------------------------- | --- | ------------------------------------------------------------------------------------------- |
| — | عُروج الدولة العُثمانيَّة (26 شوَّال 698هـ – 19 ذو الحجَّة 804هـ / 27 يوليو 1299م - 20 يوليو 1402م)                             | عُروج الدولة العُثمانيَّة (26 شوَّال 698هـ – 19 ذو الحجَّة 804هـ / 27 يوليو 1299م - 20 يوليو 1402م) | عُروج الدولة العُثمانيَّة (26 شوَّال 698هـ – 19 ذو الحجَّة 804هـ / 27 يوليو 1299م - 20 يوليو 1402م) | عُروج الدولة العُثمانيَّة (26 شوَّال 698هـ – 19 ذو الحجَّة 804هـ / 27 يوليو 1299م - 20 يوليو 1402م) | عُروج الدولة العُثمانيَّة (26 شوَّال 698هـ – 19 ذو الحجَّة 804هـ / 27 يوليو 1299م - 20 يوليو 1402م) | عُروج الدولة العُثمانيَّة (26 شوَّال 698هـ – 19 ذو الحجَّة 804هـ / 27 يوليو 1299م - 20 يوليو 1402م) | عُروج الدولة العُثمانيَّة (26 شوَّال 698هـ – 19 ذو الحجَّة 804هـ / 27 يوليو 1299م - 20 يوليو 1402م) |
| 1 | عُثمان الأوَّل غازى (الغازي) بك (أمير) قره (حرفيًّا الأسود، ويُقصد بها الشُجاع) أبو المُلوك، فخرُ الدين                          | لوحة لعُثمان الأوَّل بريشة جون يونغ                                                            | 698هـ / 1299م                                                                               | 726هـ / 1326م                                                                               | — [ت]                                                                                       | - ابن الأمير أرطغرل الغازي و حليمة خانُم؛ - يوم 26 شوَّال 698هـ، المُوافق فيه 27 يوليو 1299م، أعلن استقلاله عن سلطنة سلاجقة الروم. - حكم حتّى مماته.                                                  |                                                                                             |
| 2 | أورخان غازى (الغازي) بك (أمير) شُجاعُ الدين والدُنيا اختيارُ الدين، الملك المُجاهد                                           | رسم للسُلطان أورخان                                                                          | 726هـ / 1326م                                                                               | 763هـ / 1362م                                                                               | طغراء السُلطان أورخان                                                                        | - ابن عُثمان الأوَّل ومال خاتون؛ - أنشأ فرقة الإنكشاريَّة. - حكم حتّى مماته. |                                                                                             |
| 3 | مُراد الأوَّل خداوندگار (مُراد الله) شهيد (الشهيد) الملكُ العادل غيَّاث الدُنيا والدين، أبو الفتح                               | رسم لمُراد الأوَّل                                                                             | 763هـ / 1362م                                                                               | 19 جمادى الآخرة 791هـ/ 15 يونيو 1389م                                                       | طغراء مُراد الأوَّل                                                                            | - ابن السُلطان أورخان ونیلوفر خاتون؛ - أوَّل من حمل لقب سُلطان، حكم حتّى مماته؛ - قُتل أثناء تفقُّده ساحة معركة قوصوه يوم 19 جمادى الآخرة 791هـ، المُوافق فيه 15 يونيو 1389م.                             |                                                                                             |
| 4 | بايزيد الأوَّل ییلدیرم (البرق) سُلطان إقليم الروم صاعقةُ الإسلام جلالُ الدين، الملك السعيد                                   | رسم للسُلطان بايزيد الأوَّل                                                                    | 19 جمادى الآخرة 791هـ/ 15 يونيو 1389م                                                       | 19 ذو الحجَّة 804هـ/ 20 يوليو 1402م                                                           | طغراء بايزيد الأوَّل                                                                          | - ابن السُلطان مُراد الأوَّل وگلچیچك خاتون؛ - أسره تيمورلنك خلال معركة أنقرة؛ - توفي في الأسر يوم 13 شعبان 805هـ المُوافق فيه 8 مارس 1403م.                                                           |                                                                                             |
| فترة النزاع على العرش (19 ذو الحجَّة 804هـ/ 20 يوليو 1402م – 5 ربيع الآخر 816هـ/ 5 يوليو 1413م)              | |                                                                                             |                                                                                             |                                                                                             |                                                                                             | |                                                                                             |
| 5 | مُحمَّد الأوَّل چلبی (الحَسن، الظريف) كرشجى (الوتَّار) مُمهد الدولة والدين غيَّاثُ الدين، الملك العادل                              | رسم لمُحمَّد الأوَّل                                                                             | 5 ربيع الآخر 816هـ/ 5 يوليو 1413م                                                           | 23 جمادى الأولى 824هـ/ 26 مايو 1421م                                                        | طغراء مُحمَّد الأوَّل                                                                            | - ابن السُلطان بايزيد الأوَّل ودولت خاتون؛ - حكم حتّى مماته. |                                                                                             |
| 6 | مُراد الثاني خوجة سُلطان (السُلطان الكبير) غازى (الغازي) خيرُ المُلوك، مُعزُّ الدين أبو الخيرات، سياجُ الإسلام والمُسلمين         | رسم للسُلطان مُراد الثاني                                                                     | 23 جمادى الآخرة 824هـ/ 25 يونيو 1421م                                                       | 26 ربيع الأوَّل 848هـ/ 13 يوليو 1444م                                                         | طغراء مُراد الثاني                                                                           | - ابن مُحمَّد الأوَّل وآمنة خاتون؛ - تنازل عن العرش بإرادته لصالح ولده مُحمَّد الثاني. |                                                                                             |
| 7 | مُحمَّد الثاني فاتح (الفاتح) صاحب النبوءة صاحب البِشارة، الملك المُجاهد أبو الخيرات، أبو الفُتُوح، أبو المعالي                 | رسم للسُلطان مُحمَّد الفاتح                                                                     | 1444م                                                                                       | 1446م                                                                                       | طغراء مُحمَّد الثاني                                                                           | - ابن السُلطان مُراد الثاني وخديجة هُما خاتون؛ - تنازل عن الحكم لأبيه بعد أن طلب منه العودة لتولّي السُلطة.                                                                                           |                                                                                             |
| — | مُراد الثاني خوجة سُلطان (السُلطان الكبير) غازى (الغازي) خيرُ المُلوك، مُعز الدين أبو الخيرات، سياجُ الإسلام والمُسلمين         | رسم للسُلطان مُراد الثاني                                                                     | 1446م                                                                                       | 1 مُحرَّم 855هـ/ 3 فبراير 1451م                                                                | طغراء مُراد الثاني                                                                           | - فترة حكمه الثانية؛ - أُجبر على العودة إلى السلطنة بعد عصيان جنود الإنكشاريَّة؛ - حكم حتّى مماته.                                                                                                   |                                                                                             |
| توَسُّع الدولة العُثمانيَّة (20 جمادى الأولى 857هـ/ 29 مايو 1453م – 10 رجب 1015هـ/ 11 نوفمبر 1606م)              | |                                                                                             |                                                                                             |                                                                                             |                                                                                             | |                                                                                             |
| — | مُحمَّد الثاني فاتح (الفاتح) صاحب النبوءة صاحب البِشارة أبو الخيرات - أبو الفُتُوح - أبو المعالي                              | رسم للسُلطان مُحمَّد الفاتح                                                                     | 1 مُحرَّم 855هـ/ 3 فبراير 1451م                                                                | 4 ربيع الأوَّل 886هـ/ 3 مايو 1481م                                                            | طغراء مُحمَّد الثاني                                                                           | - فترة حكمه الثانية؛ - فتح القسطنطينيَّة عام 857هـ المُوافق فيه 1453م، - حكم حتّى مماته. |                                                                                             |
| 8 | بايزيد الثاني الملكُ الوَلِيّ غازى (الغازي) ضياءُ الدين عون الغُزاة والمُجاهدين، أبو النصر                                     | رسم للسُلطان بايزيد الثاني                                                                   | 20 ربيع الأوَّل 886هـ/ 19 مايو 1481م                                                          | 8 صَفَر 918هـ/ 25 أبريل 1512م                                                                 | طغراء بايزيد الثاني                                                                         | - ابن مُحمَّد الثاني وأمينة گُلبهار خاتون - تنحّى عن العرش؛ - تُوفي بالقُرب من ديموتيقة يوم 10 ربيع الأوَّل 918هـ/ 26 مايو 1512م.                                                                         |                                                                                             |
| 9 | سليم الأوَّل ياووز (القاطع) ظهيرُ الدين والدُنيا، غيَّاث السلطنة والخِلافة فاتح بلاد العرب والعجم الملك الناصر والسُلطان القاهر | رسم للسُلطان سليم الأوَّل                                                                      | 8 صَفَر 918هـ/ 25 أبريل 1512م                                                                 | 8 شوَّال 926هـ/ 21 سبتمبر 1520م                                                               | طغراء سليم الأوَّل                                                                            | - ابن بايزيد الثاني وگُلبهار خاتون؛ - أصبح خليفة المُسلمين بدايةً من عام 923هـ/ 1517م - حكم حتّى مماته.                                                                                              |                                                                                             |
| 10 | سُليمان الأوَّل مُحتَشِم (العظيم، الأعظم) قانونى (القانوني) شهيد (الشهيد)                                                     | رسم للسُلطان سُليمان القانوني                                                                 | 17 شوَّال 926هـ/ 30 سبتمبر 1520م                                                              | 20 أو 21 صَفَر 974هـ/6 أو 7 سبتمبر 1566م                                                      | طغراء سُليمان القانوني                                                                       | - ابن سليم الأوَّل وعائشة حفصة سُلطان؛ - بلغت الدولة في أيَّامه أعلى درجات الكمال والازدهار - حكم حتّى مماته.                                                                                          |                                                                                             |
| 11 | سليم الثاني سارى (الأصفر، الأشقر)                                                                                       | رسم للسُلطان سليم الثاني                                                                     | 14 ربيع الأوَّل 974هـ/ 29 سبتمبر 1566م                                                        | 7 رمضان 982هـ/ 21 ديسمبر 1574م                                                              | طغراء سليم الثاني                                                                           | - ابن سُليمان الأوَّل وخُرَّم (أو كريمة) سُلطان؛ - أوَّلُ سُلطان أهمل قيادة الجيش بنفسه - حكم حتَّى مماته. |                                                                                             |
| 12 | مُراد الثالث | رسم للسُلطان مُراد الثالث                                                                     | 8 رمضان 982هـ/ 22 ديسمبر 1574م                                                              | 5 جمادى الأولى 1003هـ/ 16 يناير 1595م                                                       | طغراء مُراد الثالث                                                                           | - ابن سليم الثاني وعفيفة نور بانو سُلطان؛ - حكم حتّى مماته. |                                                                                             |
| 13 | مُحمَّد الثالث عدلى (العادل)                                                                                               | رسم للسُلطان مُحمَّد الثالث                                                                     | 16 جمادى الأولى 1003هـ/ 27 يناير 1595م                                                      | 16 أو 17 رجب 1012هـ/ 20 أو 21 ديسمبر 1603م                                                  | طغراء مُحمَّد الثالث                                                                           | - ابن مُراد الثالث وصفيَّة سُلطان؛ - خرج عن عادة أبيه وجدّه في ترك قيادة الجيوش للصدر الأعظم، وعاد لقيادتها بنفسه - حكم حتَّى مماته؛                                                                    |                                                                                             |
| رُكود الدولة العُثمانيَّة (10 رجب 1015هـ/ 11 نوفمبر 1606م – 24 رجب 1110هـ/ 26 يناير 1699م)                     | |                                                                                             |                                                                                             |                                                                                             |                                                                                             | |                                                                                             |
| 14 | أحمد الأوَّل بختى (صاحب البخت، المحظوظ)                                                                                   | رسم للسُلطان أحمد الأوَّل                                                                      | 17 رجب 1012هـ/ 21 ديسمبر 1603م                                                              | 23 ذي القعدة 1026هـ/ 22 نوڤمبر 1617م                                                        | طغراء أحمد الأوَّل                                                                            | - ابن مُحمَّد الثالث وخاندان سُلطان؛ - حكم حتّى مماته. |                                                                                             |
| 15 | مُصطفى الأوَّل دِلىِ (المُختل)                                                                                                | رسم للسُلطان مُصطفى الأوَّل                                                                     | 23 ذي القعدة 1026هـ/ 22 نوڤمبر 1617م                                                        | 1 ربيع الأوَّل 1027هـ/ 26 فبراير 1618م                                                        | طغراء مُصطفى الأوَّل                                                                           | - ابن مُحمَّد الثالث وفُلدان سُلطان؛ - عُزل عن العرش بسبب إصابته بعاهة عقليَّة ونُصب مكانة ابن أخيه الشاب عُثمان الثاني.                                                                                   |                                                                                             |
| 16 | عُثمان الثاني گنچ (الفتى) شهيد (الشهيد)                                                                                  | رسم للسُلطان عُثمان الثاني                                                                    | 21 ربيع الأوَّل 1027هـ/ 26 فبراير 1618م                                                       | 8 رجب 1031هـ/ 19 مايو 1622م                                                                 | طغراء عُثمان الثاني                                                                          | - ابن أحمد الأوَّل وماه فيروز خديجة سُلطان؛ - خُلع في ثورةٍ للإنكشاريَّة يوم 8 رجب 1031هـ/19 مايو 1622م، - قُتل بعد عزله بيوم.                                                                           |                                                                                             |
| — | مُصطفى الأوَّل دِلىِ (المُختل)                                                                                                | رسم للسُلطان مُصطفى الأوَّل                                                                     | 9 رجب 1031هـ/ 20 مايو 1622م                                                                 | 15 ذي القعدة 1032هـ/10 سبتمبر 1623م                                                         | طغراء مُصطفى الأوَّل                                                                           | - فترة حكمه الثانية؛ - أُعيد إلى العرش بعد مقتل ابن أخيه عُثمان الثاني؛ - عُزل مُجددًا بسبب عاهته العقليَّة وحُبس في السراي إلى أن توفي بعد سنوات.                                                       |                                                                                             |
| 17 | مُراد الرَّابع صاحِبُ القِران فاتحُ بغداد غازى (الغازي)                                                                        | رسم للسُلطان مُراد الرَّابع                                                                     | 15 ذي القعدة 1032هـ/ 10 سبتمبر 1623م                                                        | 15 أو 16 شوَّال 1049هـ/ 8 أو 9 فبراير 1640م                                                   | طغراء مُراد الرَّابع                                                                           | - ابن أحمد الأوَّل وماه پيكر كوسم سُلطان؛ - أخمد عدد من الفتن الداخليَّة واسترجع عدَّة أقاليم ومُدن من الصفوييين، - حكم حتّى مماته.                                                                       |                                                                                             |
| 18 | إبراهيم عَصَبى (العَصَبي) فاتِحُ كِريت شهيد (الشهيد)                                                                           | رسم للسُلطان إبراهيم                                                                         | 16 شوَّال 1049هـ/ 9 فبراير 1640م                                                              | 18 رجب 1058هـ/ 8 أغسطس 1648م                                                                | طغراء السُلطان إبراهيم                                                                       | - ابن أحمد الأوَّل وماه پيكر كوسم سُلطان؛ - خُلع بانقلابٍ عسكريّ بقيادة شيخ الإسلام؛ - خُنق في الآستانة بناءً على توصية الصدر الأعظم مُحمَّد باشا المولوي.                                                  |                                                                                             |
| 19 | مُحمَّد الرَّابع عَوجى (الصيَّاد، القنَّاص)                                                                                       | رسم للسُلطان مُحمَّد الرابع                                                                     | 18 رجب 1058هـ/ 8 أغسطس 1648م                                                                | 2 مُحرَّم 1099هـ/ 8 نوڤمبر 1687م                                                               | طغراء مُحمَّد الرابع                                                                           | - ابن السُلطان إبراهيم وتُرخان خديجة سُلطان؛ - عُزل بعد الهزيمة العُثمانيَّة في معركة موهاج الثانية؛ - توفي في أدرنة بعد 6 سنوات.                                                                       |                                                                                             |
| 20 | سُليمان الثاني غازى (الغازي)                                                                                             | رسم للسُلطان سُليمان الثاني                                                                   | 2 مُحرَّم 1099هـ/ 8 نوڤمبر 1687م                                                               | 25 رمضان 1102هـ/ 22 يونيو 1691م                                                             | طغراء سُليمان الثاني                                                                         | - ابن السُلطان إبراهيم وصالِحة سُلطان؛ - حكم حتّى مماته. |                                                                                             |
| 21 | أحمد الثاني خان غازى (الأمير الغازي)                                                                                    | رسم للسُلطان أحمد الثاني                                                                     | 25 رمضان 1102هـ/ 22 يونيو 1691م                                                             | 21 جمادى الآخرة 1106هـ/ 6 فبراير 1695م                                                      | طغراء أحمد الثاني                                                                           | - ابن السُلطان إبراهيم وخديجة مُعزز سُلطان؛ - حكم حتّى مماته. |                                                                                             |
| 22 | مُصطفى الثاني غازى (الغازي)                                                                                              | رسم للسُلطان مُصطفى الثاني                                                                    | 21 جمادى الآخرة 1106هـ/ 6 فبراير 1695م                                                      | 9 ربيع الآخر 1115هـ/ 22 أغسطس 1703م                                                         | طغراء مُصطفى الثاني                                                                          | - ابن مُحمَّد الرَّابع وماه پارة أمة الله رابعة گُلنُش سُلطان؛ - عزله الإنكشاريَّة خلال أحداث انتفاضة "واقعة أدرنة"؛ - توفي في الآستانة بعد 4 أشهر.                                                        |                                                                                             |
| أُفول الدولة العثمانيَّة (24 رجب 1110هـ/ 26 يناير 1699م – 14 جمادى الأولى 1206هـ/ 9 يناير 1792م)              | |                                                                                             |                                                                                             |                                                                                             |                                                                                             | |                                                                                             |
| 23 | أحمد الثالث لاله دورى پادشاه (ملك عصر الخُزامى) غازى (الغازي)                                                            | رسم للسُلطان أحمد الثالث                                                                     | 9 ربيع الآخر 1115هـ/ 22 أغسطس 1703م                                                         | 18 أو 19 ربيع الأوَّل 1143هـ/ 1 أو 2 أكتوبر 1730م                                             | طغراء أحمد الثالث                                                                           | - ابن مُحمَّد الرَّابع ووماه پارة أمة الله رابعة گُلنُش سُلطان؛ - خُلع في تمرُّدٍ للإنكشاريَّة بقيادة پترونا خليل؛ - توفي بعد خلعه بِست سنوات.                                                                  |                                                                                             |
| 24 | محمود الأوَّل غازى (الغازي) كَمبور (الأحدب)                                                                                | رسم للسُلطان محمود الأوَّل                                                                     | 19 ربيع الأوَّل 1143هـ/ 2 أكتوبر 1730م                                                        | 27 صَفَر 1168هـ/ 13 ديسمبر 1754م                                                              | طغراء محمود الأوَّل                                                                           | - ابن مُصطفى الثاني وصالِحة سبكتي سُلطان؛ - حكم حتّى مماته. |                                                                                             |
| 25 | عُثمان الثالث صوفو (الوّرِع، الصوفي)                                                                                       | رسم للسُلطان عُثمان الثالث                                                                    | 27 صَفَر 1168هـ/ 13 ديسمبر 1754م                                                              | 15 أو 16 صَفَر 1171هـ/ 29 أو 30 أكتوبر 1757م                                                  | طغراء عُثمان الثالث                                                                          | - ابن مُصطفى الثاني وشاه سوار سُلطان؛ - حكم حتّى مماته. |                                                                                             |
| 26 | مُصطفى الثالث إلك ينى لكچى (المُبتكر الأوَّل) غازى (الغازي)                                                                 | رسم للسُلطان مُصطفى الثالث                                                                    | 16 صَفَر 1171هـ/ 30 أكتوبر 1757م                                                              | 8 ذي القعدة 1187هـ/ 21 يناير 1774م                                                          | طغراء مُصطفى الثالث                                                                          | - ابن أحمد الثالث وأمينة مهرشاه سُلطان؛ - حكم حتّى مماته. |                                                                                             |
| 27 | عبدُ الحميد الأوَّل إصلاحچى (الإصلاحي) غازى (الغازي)                                                                       | رسم للسُلطان عبدُ الحميد الأول                                                                | 8 ذي القعدة 1187هـ/ 21 يناير 1774م                                                          | 10 رجب 1203هـ/ 6 أو 7 أبريل 1789م                                                           | طغراء عبدُ الحميد الأوَّل                                                                      | - ابن أحمد الثالث ورابعة شرمي قادين سُلطان؛ - حكم حتّى مماته. |                                                                                             |
| انحلال الدولة العُثمانيَّة[جـ] (14 جمادى الأولى 1206هـ/ 9 يناير 1792م - 11 ربيع الأوَّل 1341هـ/ 1 نوڤمبر 1922م) | |                                                                                             |                                                                                             |                                                                                             |                                                                                             | |                                                                                             |
| 28 | سليم الثالث بستىكار (المُلحِّن) نِظامى (المُنظّم، النظامي) شهيد (الشهيد)                                                      | رسم للسُلطان سليم الثالث                                                                     | 11 رجب 1203هـ/ 7 أبريل 1789م                                                                | 21 ربيع الأوَّل 1222هـ/ 29 مايو 1807م                                                         | طغراء سليم الثالث                                                                           | - ابن مُصطفى الثالث ومهرشاه سُلطان؛ - خلعه الإنكشاريَّة بانقلابٍ بقيادة قباقچي مُصطفى أوغلي رفضًا للإصلاحات التي أدخلها في جسم الدولة؛ - اغتيل بعد سنة من خلعه.                                         |                                                                                             |
| 29 | مُصطفى الرَّابع | رسم للسُلطان مُصطفى الرَّابع على بطاقة بريديَّة قديمة                                             | 21 ربيع الأوَّل 1222هـ/ 29 مايو 1807م                                                         | 4 جمادى الآخرة 1223هـ/ 28 يوليو 1808م                                                       | طغراء مُصطفى الرَّابع                                                                          | - ابن عبدُ الحميد الأوَّل و باش إقبال نُزهة زاده خانُم أفندي؛ - خُلع في عصيانٍ للإنكشاريَّة بقيادة مُصطفى باشا العليمدار؛ - أُعدم بعد حوالي ثلاثة أشهر ونصف.                                                |                                                                                             |
| 30 | محمود الثاني إنقلابچى (الإنقلابي، صاحب الإنقلاب) غازى (الغازي)                                                          | رسم للسُلطان محمود الثاني على بطاقةٍ بريديَّة قديمة                                             | 4 جمادى الآخرة 1223هـ/ 28 يوليو 1808م                                                       | 18 ربيع الآخر 1255هـ/ 1 يوليو 1839م                                                         | طغراء محمود الثاني                                                                          | - ابن عبدُ الحميد الأوَّل ونقشديل سُلطان (أُمّه الكفيلة)؛ - قضى على الإنكشاريَّة في الواقعة الخيريَّة عام 1240هـ/ 1826م؛ - حكم حتّى مماته.                                                                  |                                                                                             |
| 31 | عبدُ المجيد الأوَّل تنظيمتچى (التنظيمي، صاحب التنظيمات) غازى (الغازي)                                                      | رسم للسُلطان عبدُ المجيد الأوَّل على بطاقةٍ بريديَّة قديمة                                         | 18 ربيع الآخر 1255هـ/ 1 يوليو 1839م                                                         | 16 ذو الحجَّة 1277هـ/ 25 يونيو 1861م                                                          | طغراء عبدُ المجيد الأوَّل                                                                      | - ابن محمود الثاني وبزم عالم سُلطان، - أصدر فرمان التنظيمات بهدف تحديث مرافق الدولة؛ - أصدر فرمانًا يتضمّن المُساواة بين جميع العُثمانيين دون النظر لديانتهم؛ - حكم حتّى مماته.                        |                                                                                             |
| 32 | عبدُ العزيز بخت سيز (القليل البخت، قليلُ الحظ) شهيد (الشهيد)                                                              | رسم للسُلطان عبدُ العزيز                                                                      | 16 ذو الحجَّة 1277هـ/ 25 يونيو 1861م                                                          | 6 جمادى الأولى 1293هـ/ 30 مايو 1876م                                                        | طغراء عبدُ العزيز                                                                            | - ابن محمود الثاني وحسنة سُلطان؛ - خلعهُ وُزراؤه؛ - عُثر عليه ميتًا (مُنتحرًا أو مقتولًا) بعد خمسة أيَّام.                                                                                                 |                                                                                             |
| 33 | مُراد الخامس دِلى (المجنون)                                                                                               | رسم للسُلطان مُراد الخامس على بطاقةٍ بريديَّة قديمة                                              | 6 جمادى الأولى 1293هـ/ 30 مايو 1876م                                                        | 10 شعبان 1293هـ/ 31 أغسطس 1876م                                                             | طغراء مُراد الخامس                                                                           | - ابن عبدُ المجيد الأوَّل وشوق فضَّة سُلطان؛ - أُنزل عن العرش لإصابته بالجنون؛ - وُضع قيد الإقامة في قصر چيرغان حتّى وفاته سنة 1322هـ/ 1904م.                                                             |                                                                                             |
| 34 | عبدُ الحميد الثاني أولو سُلطان عبدُ الحميد خان (الخاقان الكبير) السُلطان الأحمر السُلطان المظلوم غازى (الغازي)               | رسم للسُلطان عبدُ الحميد الثاني على بطاقةٍ بريديَّة قديمة                                        | 10 شعبان 1293هـ/ 31 أغسطس 1876م                                                             | 6 ربيع الآخر 1327هـ/ 27 أبريل 1909م                                                         | طغراء عبدُ الحميد الثاني                                                                     | - ابن عبدُ المجيد الأوَّل وتير مُجگان سُلطان. - أقرَّ دستورًا للبِلاد وافتتح مجلس المبعوثان ثُمَّ عطَّل العمل به لفترة ثُمَّ أعاد العمل به؛ - خُلع بانقلابٍ سنة 1327هـ/ 1909م؛ - وُضع رهن الإقامة الجبريَّة حتّى مماته. |                                                                                             |
| 35 | مُحمَّد الخامس رَشَاد (المُرشد إلى طريق الصواب)                                                                               | رسم للسُلطان مُحمَّد الخامس                                                                     | 6 ربيع الآخر 1327هـ/ 27 أبريل 1909م                                                         | 24 رمضان 1336هـ/ 3 يوليو 1918م                                                              | طغراء مُحمَّد الخامس                                                                           | - ابن عبدُ المجيد الأوَّل وگُل‌ جمال سُلطان؛ - حكم حُكمًا صوريًّا أمام الاتحاديَّين الباشوات: مُحمَّد طلعت، وإسماعيل أنور، وأحمد جمال، حتّى مماته.                                                               |                                                                                             |
| 36 | مُحمَّد السادس وَحيدُ الدين (مُوحِّدُ الإسلام)                                                                                   | رسم للسُلطان مُحمَّد السادس                                                                     | 25 رمضان 1336هـ/ 4 يوليو 1918م                                                              | 11 ربيع الأوَّل 1341هـ/ 1 نوڤمبر 1922م                                                        | طغراء مُحمَّد السادس                                                                           | - ابن عبدُ المجيد الأوَّل وگُلستان مُنيرة أفندي؛ - شهِد انهيار الدولة العُثمانيَّة؛ - غادر الآستانة سنة 1341هـ/ 1922م؛ - توفي في منفاه بمدينة سانريمو الإيطاليَّة بعد 4 سنوات، ودُفن في دمشق بناءً على وصيَّته. |                                                                                             |
| جمهوريَّة الخِلافة (11 ربيع الأوَّل 1341هـ/ 1 نوڤمبر 1922م – 26 رجب 1342هـ/3 مارس 1924م)                        | |                                                                                             |                                                                                             |                                                                                             |                                                                                             | |                                                                                             |
| — | عبدُ المجيد الثاني خليفة (آخرُ خُلفاء المُسلمين)                                                                            | صورة للخليفة عبدُ المجيد الثاني                                                              | 28 ربيع الأوَّل 1341هـ/ 18 نوڤمبر 1922م                                                       | 26 رجب 1342هـ/3 مارس 1924م                                                                  | — [ت]                                                                                       | - ابن عبدُ العزيز وخيران ديل قادين أفندي؛ - انتُخب خليفةً من قِبل البرلمان التُركي؛ - نُفيَ بعد إلغاء الخِلافة الإسلاميَّة؛ - توفي في باريس بعد 20 سنة، ودُفن بالمدينة المنوَّرة بناءً على وصيَّته.              |                                                                                             |

## فترة النزاع على العرش804هـ/1402م–816هـ/1413م
| # | السُلطان                                   | رسم                    | بداية العهد                                                     | نهاية العهد                       | الطغراء | مُلاحظات |
| --- | ----------------------------------------- | ---------------------- | --------------------------------------------------------------- | --------------------------------- | ------- | --- |
| فترة النزاع على العرش العُثماني[ث] (19 ذو الحجَّة 804هـ/ 20 يوليو 1402م – 5 ربيع الآخر 816هـ/ 5 يوليو 1413م) |                                           |                        |                                                                 |                                   |         | |
| — | عيسى چلبي السُلطان المُشارك في حُكم الأناضول |                        | 805هـ/ 1403م                                                    | 807هـ/ 1405م                      | —       | - بعد معركة أنقرة تمكَّن الشاهزاده عيسى من هزيمة أخيه موسى وسيطر على القسم الغربي من الأناضول طيلة سنتين تقريبًا. - هزمه أخاه مُحمَّد چلبي في معركة أولوباط عام 807هـ/ 1405م. - اغتيل في العام التالي. |
| — | الشاهزاده سُليمان چلبي سُلطان الروملّي الأوَّل | رسم للأمير سُليمان چلبي | 19 ذو الحجَّة 804هـ/ 20 يوليو 1402م                               | 22 شوَّال 813هـ/ 17 فبراير 1411م    | —       | - خلع على نفسه لقب سُلطان الروملّي ليحكم القسم الأوروبي من الدولة العُثمانيَّة بعد فترةٍ قصيرة من هزيمة أبيه في معركة أنقرة - اغتيل يوم 22 شوَّال 813هـ/ 17 فبراير 1411م.                                |
| — | موسى چلبي سُلطان الروملّي الثاني            | رسم للأمير موسى چلبي   | 23 شوَّال 813هـ/18 فبراير 1411م                                   | 5 ربيع الآخر 816هـ/ 5 يوليو 1413م | —       | - حمل لقب سُلطان الروملّي بعد اغتيال أخيه سُليمان. - قُتل في معركةٍ ضدَّ أخيه مُحمَّد على مقربة من بلدة سموكوڤ في بلغاريا.                                                                                 |
| — | مُحمَّد چلبي سُلطان الأناضول                  | رسم للسُلطان مُحمَّد چلبي  | 1403–1406م (سُلطان الأناضول الشرقيَّة) م1406–1413 (سُلطان الأناضول) | 5 ربيع الآخر 816هـ/ 5 يوليو 1413م | —       | - حكم القسم الشرقي من الأناضول بعد الهزيمة في معركة أنقرة. - هزم أخاه عيسى في معركة أولوباط. - أصبح حاكم الأناضول الأوحد بعد وفاة أخيه عيسى. - أصبح السُلطان الأوحد بعد مقتل أخيه موسى.           |

## حواشٍ
أ1 2 : كان اللقب التشريفي الكامل لحاكم الدولة العُثمانيَّة أحد أكثر الألقاب التشريفيَّة تعقيدًا في التاريخ، نظرًا لأنَّهُ كان يتكوَّن من عدَّة ألقاب أُخرى وتطوَّر مع مرور الزمن. كان لقب سُلطان هو اللقب الأكثر استخدامًا والأكثر شيوعًا بين الحُكَّام العُثمانيين مُنذ استقلال الإمارة العُثمانيَّة عن سلطنة سلاجقة الروم، وقد خُلع على عددٍ منهم بشكلٍ «رسميّ» من قِبل الخليفة العبَّاسي المُقيم بالقاهرة تقديرًا لِخدماتهم الجليلة للأُمَّة الإسلاميَّة، ومن السلاطين الذين حازوا على هذا اللقب من الخليفة العبَّاسي: مُراد الأوَّل ومُحمَّد الفاتح. لكن، نظرًا لأنَّ اللقب كان واسع الانتشار في العالم الإسلامي، أضاف العُثمانيّون ألقابًا أخرى إلى جانب لقب «السُلطان» ليُميّزوا أنفسهم عن باقي الدول والسُلالات الإسلاميَّة، لا سيَّما بعد أن أصبحت إمارتهم أقوى الإمارات المُرشَّحة لتخلف الدولة العبَّاسيَّة المُفتتة، وبعد أن نالوا لقب الخِلافة في نهاية المطاف. خلع مُراد الأوَّل، ثالثُ حُكَّام آل عُثمان، خَلَع على نفسه لقب «سُلطان أعظم»، و«خداوندگار»، (والأخير يُشير إلى أنَّهُ الحاكم بإرادة الله أو بأمر الله، فهو «مُراد الله»)، وهذه الألقاب التشريفيَّة كانت مُستخدمة قبلًا من قِبل سلاطين السلاجقة التُرك والمغول الإلخانيّون على التوالي. اقتبس بايزيد الأوَّل بن مُراد لقب سُلطان الروم، والمقصود بالروم هو «بلادُ الروم» أي الأناضول، الذي كان بلادُ الروم البيزنطيين طيلة قرون، فعُرف كذلك عند المؤرخين المُسلمين وبقي محفوظًا في الذاكرة والتُراث الشعبي. أدّى المزج بين الإرثين الثقافيين الإسلامي والتُركي القديم للعُثمانيين إلى ظهور اللقب المُميَّز لجميع سلاطين آل عُثمان والذي لازمهم حتّى سقوط الدولة، وهو: السُلطان [فُلان] خان. ومن الجدير بالذِكر، هو أنَّهُ على الرُغم من شيوع لقب «السُلطان» بين الناس في العالم الغربي وحتّى العربي وإشارتهم إلى حُكَّام الدولة به، إلَّا أنَّ التُرك العُثمانيين كانوا يُطلقون على الحاكم لقب «پاديشاه» أي العاهل أو الملك. أصبح اللقب الكامل للسلاطين العُثمانيين هو ما ذُكر سلفًا، وكان قد أصبح ما هو عليه بعد استقرار حدود الدولة، وقد ورد تعريبٌ لقسمٌ من هذا اللقب في كتاب «تاريخ الدولة العليَّة العُثمانيَّة»، أحد أهم المراجع التاريخيَّة عن الدولة العُثمانيَّة المكتوبة باللُغة العربيَّة، لمؤلَّفه الأستاذ مُحمَّد فريد بك المُحامي، وورد تعريب اللقب الوارد في رسالة السُلطان سُليمان لفرنسوا الأوَّل ملك فرنسا على الشكل التالي:«أنا سُلطان السلاطين، وبُرهانُ الخواقين، مُتوِّجُ الملوك، ظُّلُ الله في الأرضين، سُلطان البحر الأبيض والبحر الأسود، والأناضول، والروملّي، وقرمان الروم، وولاية ذي القدريَّة، وديار بكر، وكُردستان، وأذربيجان، والعجم، والشام، وحلب، ومصر، ومكَّة، والمدينة، والقُدس، وجميع ديار العرب، واليمن، وممالك كثيرة أيضًا، التي فتحها آبائي الكِرام وأجدادي العِظام، بقوَّتهم القاهرة، أنار الله براهينهم. وبِلاد أخرى كثيرة افتتحتها يد جلالتي بسيف الظفر، أنا السُلطان سُليمان خان بن السُلطان سليم خان، بن السُلطان بايزيد خان.»
ب^: كانت الخِلافة الإسلاميَّة هي أهمُّ المناصب التي تبوَّأها حُكَّام آل عُثمان. فالخِلافة ترمزُ إلى سُلتطهم الدينيَّة والروحيَّة، بينما رمزت السلطنة إلى سُلتطهم الدُنيويَّة. كان السُلطان سليم الأوَّل أوَّل سلاطين آل عُثمان الذين حملوا لقب «خليفة» و«أمير المؤمنين»، ووفقًا للرأي القديم السائد، فإنَّهُ بُعيد الفتح العُثماني لمصر سنة 1517م، تنازل آخرُ خُلفاء بني العبَّاس المُقيم في القاهرة، وهو مُحمَّد الثالث المُتوكّل على الله، تنازل عن لقب الخِلافة لصالح السُلطان سالِف الذِكر. لكن، يرى بعض الباحثين المُعاصرين أنَّ هذا الكلام ليس إلَّا خبرًا تمَّت فبركته ونقله عبر الأجيال، مُنذ القرن الثامن عشر، عندما أصبحت فكرة الخِلافة مُفيدة لدعم القوَّة العسكريَّة المُتراجعة للدولة. وأنَّهُ في واقع الأمر، كان السلاطين العُثمانيين يُلقبون أنفسهم بخُلفاء المُسلمين مُنذ فترةٍ طويلة سابقة على فتح مصر، ولعلَّ ذلك كان مُنذ أيَّام مُراد الأوَّل. وهُناك رأي يقول بأنَّ الخِلافة «اختفت» طيلة قرنين ونصف من الزمن، وظهرت مُجددًا عند إبرام مُعاهدة كُچك قينارجه، بين الدولة العُثمانيَّة والقيصرة كاثرين الثانية سنة 1774م. وقد كانت تلك المُعاهدة ذات رمزيَّة عالية، بما أنَّها تضمَّت الاعتراف الدولي الأوَّل بالدولة العُثمانيَّة كدولة خِلافة إسلاميَّة لجميع المُسلمين. وعلى الرغم من أنَّ المُعاهدة انتزعت خانيَّة القرم من الدولة العُثمانيَّة، غير أنَّها اعترفت بسُلطان الخليفة العُثماني الشرعي على جميع المُسلمين في روسيا. بدايةً من القرن الثامن عشر، أخذ السلاطين العُثمانيين يُعززون منصبهم كخُلفاء لإثارة المُسلمين وحثِّهم على التوحّد تحت رايةٍ واحدة لمُواجهة الإمبرياليَّة الأوروبيَّة المُتصاعدة، والأطماع المُتزايدة بالبلاد الإسلاميَّة. مع اشتعال الحرب العالميَّة الأولى، دعا السُلطان العُثماني الرعيَّة المُسلمة إلى الجهاد في سبيل الله ضدَّ أعداء الدولة، وحاول عبثًا حث أهالي المُستعمرات الفرنسيَّة، والبريطانيَّة، والروسيَّة على الانتفاض والثورة بوجه المُستعمرين. كان عبدُ الحميد الثاني أكثر السلاطين العُثمانيين الذين لجأوا إلى منصب الخليفة تأثيرًا، فقد اعترف به خليفةً الكثير من الدول الإسلاميَّة في حينها، بما فيها دولًا بعيدة مثل سومطرة. كما أشار إلى لقبه كخليفةً للمُسلمين في دستور سنة 1876م (المادَّة الرَّابعة).
ت1 2 : استُخدمت الطغراء من قِبل 35 سُلطانًا من أصل 36، بدايةً من السُلطان أورخان خلال القرن الرابع عشر، الذي عُثر على طغرائه منقوشة على مخطوطتين مُنفصلتين. ولم يتمُّ العثور على أي طغراء تخصُ السُلطان عُثمان الأوَّل، مؤسسُ هذه السُلالة الملكيَّة، على أنَّ قطعة عملة معدنيَّة عُثر عليها وقد نُقش على إحدى وجهيها عِبارة «عُثمان بن أرطغرل بن گندز ألب». كذلك فإنَّ عبدُ المجيد الثاني، آخرُ الخُلفاء المُسلمين، لم يكن له طغراء مُميَّزة خاصَّة به، نظرًا لأنَّهُ لم يتولّى منصب رئاسي (الذي تولَّاه حينها مُصطفى كمال أتاتورك، رئيس الجمهوريَّة التُركيَّة حديثة الولادة) بل منصبًا دينيًّا وملكيًّا صوريًّا.
ث^: عهدُ النزاع على العرش، المعروف أيضًا باسم الفترة الدوريَّة، كان ردحًا من الزمن سادت خلاله الفوضى في جسم الدولة العُثمانيَّة واستمرَّ من عام 1402م إلى عام 1413م. بدأت تلك الفترة بعد إنهزام العُثمانيين ووقوع السُلطان بايزيد الأوَّل في الأسر بعد معركة أنقرة بين العُثمانيين والقبائل التُركيَّة المغوليَّة بقيادة تيمورلنك، وذلك يوم 20 يوليو 1402م. حارب أبناء بايزيد بعضهم بعضًا طيلة عقدٍ من الزمن تقريبًا بعد أن رغب كُلًّا منهم بالحُكم، إلى أن تمكَّن ابنه مُحمَّد من الانتصار على إخوته والخروج ظافرًا سنة 1413م.
جـ^: دام انحلال الدولة العُثمانيَّة فترةً قصيرةً من الزمن وابتدأ بحلّ السلطنة وانتهى بإلغاء الخِلافة بعد 16 شهرًا. تمَّ حل السلطنة رسميًّا يوم 1 نوڤمبر 1922م. رحل السُلطان مُحمَّد السادس إلى جزيرة مالطة يوم 17 نوڤمبر على متن السفينة الحربيَّة البريطانيَّة مالايا. شكَّل هذا الحدث نهاية «السُلالة» العُثمانيَّة، وليس نهاية «الدولة» العُثمانيَّة ككيان سياسي، ولا الخِلافة الإسلاميَّة. يوم 18 نوڤمبر، انتخب البرلمانُ التُركيّ نسيب مُحمَّد السادس المدعو عبدُ المجيد الثاني، وليَّ العهد المُفترض، خليفةً للمُسلمين. جاءت نهاية الدولة العُثمانيَّة رسميًّا مع التوقيع على مُعاهدة لوزان (24 يوليو 1923م)، التي اعترفت «بحكومة أنقرة الجديدة»، وليس بالحُكومة العُثمانيَّة القديمة المُتمركزة باسطنبول، لتكون المُمثِّلة الشرعيَّة للشعب وخليفة الدولة القديمة. أعلن البرلمانُ التُركيّ ولادة الجُمهوريَّة التُركيَّة يوم 29 أكتوبر 1923م، ومُصطفى كمال أوَّل رئيسٍ لها. وعلى الرُغم من أنَّ عبدُ المجيد الثاني كان مُجرَّد حاكمًا صوريًّا لا يتمتَّع بأيِّ سُلطةٍ سياسيَّة، إلَّا أنَّهُ بقي في منصبه كخليفة إلى أن قام البرلمان التُركي بإلغاء هذا المنصب يوم 3 مارس 1924م. كان مُحمَّد السادس قد حاول بعد ذلك عبثًا أن يُقيم الخِلافة الإسلاميَّة مُجددًا في الحجاز، لكنَّهُ فشل.